# HD184927
HD184927 — хімічно пекулярна зоря спектрального класу B2, що має видиму зоряну величину в смузі V приблизно  7,5.
Вона  розташована на відстані близько 1822,1 світлових років від Сонця.

## Пекулярний хімічний склад
Зоряна атмосфера HD184927 має підвищений вміст 
He
.

## Магнітне поле
Спектр даної зорі вказує на наявність магнітного поля у її зоряній атмосфері.
Напруженість повздовжної компоненти поля оціненої з аналізу
наявних ліній металів
становить 1623,6± 513,5 Гаус.